# يوهان أولريش كراوس
يوهان أولريش كراوس (بالألمانية: Johann Ulrich Krauß)‏ هو ناشر ألماني، ولد في 23 يونيو 1655 في آوغسبورغ في ألمانيا، وتوفي بنفس المكان في 16 يوليو 1719.